# 앤디 클라이드

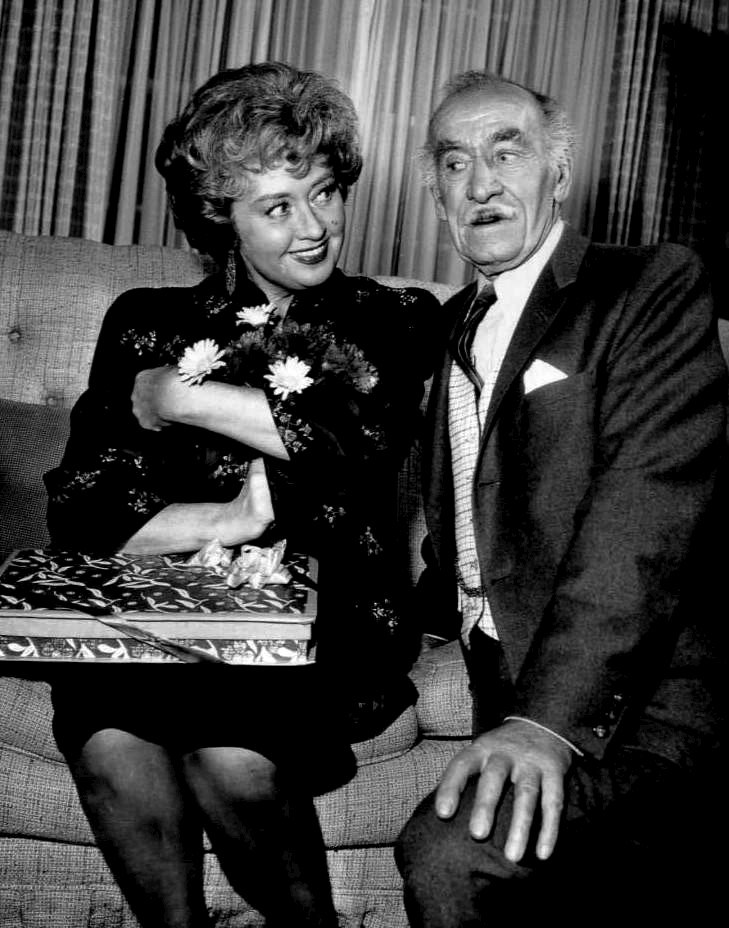

앤디 클라이드(Andy Clyde, 1892년 3월 25일 ~ 1967년 5월 18일)는 영국의 연극 배우, 영화배우, 텔레비전 배우이다.
블레어고우리에서 태어났으며 로스앤젤레스에서 사망하였다. 포리스트 론 메모리얼 파크에 매장되었다.

## 영화
- 콜트45 (1957년)
- 딜론 보안관 (1955년)
- 텍사스 결사대 (1955년)
- 용감한 린티 (1954년)
- 달려라 래시 (1954년)
- 레드 라이츠 어헤드 (1936년)